# Port lotniczy Kitwe-Southdowns
Port lotniczy Kitwe-Southdowns (IATA: KIW, ICAO: FLSO) – międzynarodowy port lotniczy położony w Kitwe, w Zambii.